# Metro de Ereván
El Metro de Ereván (en armenio, Երեւանի մետրոպոլիտեն, Erevani metropoliten; en ruso, Ереванский Метрополитен, Erevanskiy Metropoliten) es una red de ferrocarril metropolitano que presta servicio en Ereván, la capital de Armenia. Fue inaugurada en 1981 y consta de una sola línea con diez estaciones a lo largo de 13 kilómetros.

## Historia
A finales de los años 1960, el gobierno de la RSS de Armenia planteó la construcción de una red de transporte masivo en Ereván. Las autoridades locales apostaron por el metro debido a la compleja geografía de la zona, rodeada por valles montañosos. Sin embargo, la ciudad aún no había superado el millón de habitantes en los años 1970, así que se construyó un sistema mixto que combinaba el tren en superficie con estaciones subterráneas.
El metro de Ereván fue inaugurado el 7 de marzo de 1981, convirtiendo a la capital de Armenia en la octava ciudad soviética con este servicio. En un primer momento constaba de una sola línea con cuatro estaciones y 7,6 kilómetros, pero el sistema fue expandido hasta las diez estaciones en una red de 13,4 kilómetros. Para su construcción, la Unión Soviética recurrió a ingenieros que habían trabajado en el metro de Moscú y Tiflis. El trabajo de ingeniería permitió que en 1988, después del terremoto de Spitak que paralizó Armenia, el metro pudiera prestar servicio al día siguiente con daños de menor importancia. No obstante, la catástrofe supuso un freno al desarrollo del servicio porque hubo que priorizar la reconstrucción de todas las infraestructuras destruidas. Posteriormente, la situación económica de Armenia después de la independencia ha bloqueado las obras de ampliación.
En 1996 se inauguró la última expansión hasta el distrito de Shengavit, al suroeste de la ciudad. Si bien se había previsto construir una segunda línea que prestaría servicio al noroeste de la capital, el proyecto fue descartado por falta de fondos. Esta situación se ha corregido en la década de 2010; la red completa ha sido renovada con dinero del Banco Europeo para la Reconstrucción y el Desarrollo, y en 2019 se ha anunciado una futura ampliación a los distritos del norte.

## Funcionamiento del servicio
El metro de Ereván presta servicio todos los días desde las 07:00 hasta las 00:00. La frecuencia entre trenes depende del día, pero suele oscilar de 5 a 6 minutos en hora punta y de 8 a 15 en hora valle. En cada estación hay dos relojes: uno con la hora exacta y otro con un cronómetro que se reinicia con el paso de cada tren, lo que permite ver el tiempo que ha transcurrido desde la llegada del último. Los trenes que prestan servicio son vagones Metrowagonmash de fabricación rusa, generalmente el modelo 81-717/81-714. Siete de las diez estaciones son subterráneas, mientras que las tres restantes son en superficie.
Según datos de la empresa gestora del metro, cada año se realizan más de veinte millones de viajes. Debido a que la red de metro cuenta con una sola línea, el transporte público más utilizado en Ereván es el servicio de autobús y microbuses.

### Recorrido y estaciones
El metro de Ereván consta de una sola línea con diez estaciones, a lo largo de 13 kilómetros, con ancho de vía ruso. La estación de Shengavit conecta tanto con la plaza Garegin Njdeh, el final del trayecto, como en la bifurcación al barrio de Charbakh.
Se han previsto tres ampliaciones sin fecha confirmada de inauguración: la ampliación de la primera línea al norte de la ciudad, una segunda línea desde Charbakh hasta el Aeropuerto Internacional de Zvartnots, y una tercera desde la Estación de la Amistad hacia los distritos del noreste.
| Nombre de parada                               | Localización                                       | Enlaces                    |
| ---------------------------------------------- | -------------------------------------------------- | -------------------------- |
| Estación de la Amistad (Bakeramutiún)          | Distrito de Arabkir                                |                            |
| Mariscal Bagramián                             | Distrito de Arabkir, cerca de la Asamblea Nacional |                            |
| Estación de la Juventud (Yeritasardakan)       | Distrito Central, cerca de la Universidad Estatal  |                            |
| Plaza de la República (Hanrapetutian Hraparak) | Distrito Central, plaza de la República de Armenia |                            |
| General Andranik (Zoravar Andranik)            | Distrito Central, avenida Tigranes                 |                            |
| David de Sasún                                 | Distrito Central, estación de ferrocarril          | Estación Central de Ereván |
| Industria (Gortsaranayin)                      | Distrito de Shengavit, zona industrial             |                            |
| Shengavit                                      | Distrito de Shengavit                              |                            |
| Garegin Njdeh                                  | Distrito de Shengavit, plaza de Garegin Njdeh      | Shengavit                  |
| Charbakh                                       | Barrio de Charbakh                                 | Shengavit, tren lanzadera  |